# Bougaribaya
Bougaribaya è un comune rurale del Mali facente parte del circondario di Kita, nella regione di Kayes.
Il comune è composto da 7 nuclei abitati:
- Bagnakafata
- Béhon
- Bougaribaya
- Darsalam
- Karo
- Kéniékéniéko
- Kobéa